# Soma (neurologia)
O soma é o corpo celular dos neurónios, que contêm o núcleo e o citoplasma. O citoplasma recebe o nome de pericário (etimologicamente "ao redor do núcleo"). Do soma celular saem as expansões dos neurónios: content://media/external/file/76528[dendrite]]s e axónio. Existem muitos tipos diferentes de neurónios, e o seu tamanho e o do seu soma varia consideravelmente. O perfil do pericário é geralmente anguloso ou poligonal, e a superfície curva e é um pouco côncava antes das zonas a partir das quais emergem as dendritas e o axónio, mas existem também casos de somas arredondados, como os dos neurónios dos gânglios das raízes dorsais.
O núcleo é grande e similar ao doutras células, com a cromatina espalhada (difusa) de um modo uniforme na maior parte dos casos.
O pericário contém todos os organelos típicos, incluindo grânulos característicos chamados corpos de Nissl e inclusões e um citoesqueleto bastante desenvolvido. O complexo de Golgi é semicircular e está situado a meio da distância entre o núcleo e a membrana plasmática e nas colorações clássicas com prata ou ósmio era perfeitamente perfilado. As mitocondrias são muito numerosas e com forma bacilar, mas são geralmente mais pequenas do que as dos tecidos não nervosos e as suas cristas não se orientam sempre transversalmente como é normal, mas, pelo contrário, são frequentemente paralelas ao eixo maior da mitocondria. Os centríolos estão presentes nas células pré-neuronais embrionárias, mas são menos frequentes nas células adultas de vertebrados.
No pericário podem aparecer vesículas especializadas carregadas de substâncias, como as vesículas das células produtoras de catecolaminas que contêm o neurotransmissor, ou as vesículas carregadas de hormonas dos neurónios do hipotálamo. No pericário são frequentes as inclusões em forma de grânulos de pigmentos escuros, que em neurónios como os da substância negra são de melanina. Também são comuns os grânulos de lipofuscina e as gotas de lípidoss. São mais raros os depósitos granulares de ferro, que aparecem nalguns neurónios como os da substancia negra ou o globo pálido. Por outro lado, os neurónios diferenciados não apresentam grânulos de glicogénio.
Os corpos de Nissl são característicos dos neurónios e podem ser vistos tingindo a célula com corantes básicos. Aparecem como massas fortemente basifílicas formadas por cisternas do retículo endoplasmático rugoso dispostas de modo ordenado e paralelo. Contêm vários ribossomas e polirribossomas, pelo que são áreas de intensa síntese proteica. O seu tamanho e distribuição varia de umas células para outras e conforme o estado patológico.
O citoesqueleto é muito desenvolvido. Os seus principais componentes são neurofilamentos e microtúbulos. Os neurofilamentos são constituídos por três proteínas entrelaçadas. Tanto os neurofilamentos como os microtúbulos estão dispostos em feixes que ocupam os espaços entre os corpos de Nissl e a aparato de Golgi, e prolongam-se pelas dendritas e axónio.
O cone axónico, ou protuberância do axónio, é a zona do pericário onde se origina o axónio. Esta zona está desprovida de corpos de Nissl e de polirribossomas. No cone axónico os distintos elementos celulares estão classificados entre os que permaneceram no soma e os que entraram no axónio (citoesqueleto, mitocondrias). Para além disso, existe uma membrana plasmática especializada que contém muitas canais iónicos regulados por voltagem, uma vez que é normalmente a zona onde se inicia o potencial de ação do impulso nervoso.